# Koncový bod
Koncový bod sítě je v telekomunikacích a počítačových sítích obecné označení pro takový síťový uzel (zařízení připojené do počítačové sítě), který slouží jako zdroj nebo cíl komunikace, ale nezajišťuje propojení sítě. Koncovým bodem může být počítač, mobilní telefon, PDA, webová kamera, bankomat, apod. V některých sítích se pro koncové body sítě používá anglické slovo host, překládané do češtiny jako hostitel. V modelu klient–server se koncové body dělí na síťové servery a klienty.
Jednotlivé koncové body jsou zpravidla rozlišeny adresou, která jim je často přidělena centrálně nebo dynamicky.